# Cordylomera lepesmei
Cordylomera lepesmei es una especie de escarabajo longicornio del género Cordylomera, tribu Phoracanthini, subfamilia Cerambycinae. Fue descrita científicamente por Duffy en 1952.

## Descripción
Mide 14-18 milímetros de longitud.

## Distribución
Se distribuye por Benín, Costa de Marfil y Senegal.